# Yangjiang
Yangjiang (xinès: 阳江／陽江, yang-CH'YANG), romanitzada a través del cantonès com a Yeungkong, és una ciutat a nivell de prefectura al sud-oest de la província de Guangdong, a la República Popular de la Xina. Limita amb Maoming a l'oest, Yunfu al nord, Jiangmen a l'est i mira a la mar de la Xina Meridional al sud. El dialecte local és el dialecte de Gaoyang, una branca del xinès Yue. Segons el cens del 2020, la seva població era de 2.602.959 habitants dels quals 1.292.987 vivien a l'àrea urbanitzada (o metropolitana) i en gran part urbanitzada que comprèn el districte de Jiangcheng i el comtat de Yangdong.

## Història
Sota la dinastia Qing, el comtat de Yangjiang formava part de la comandància de Zhaoqing. Més tard es va dividir com una prefectura separada per dret propi.

## Geografia

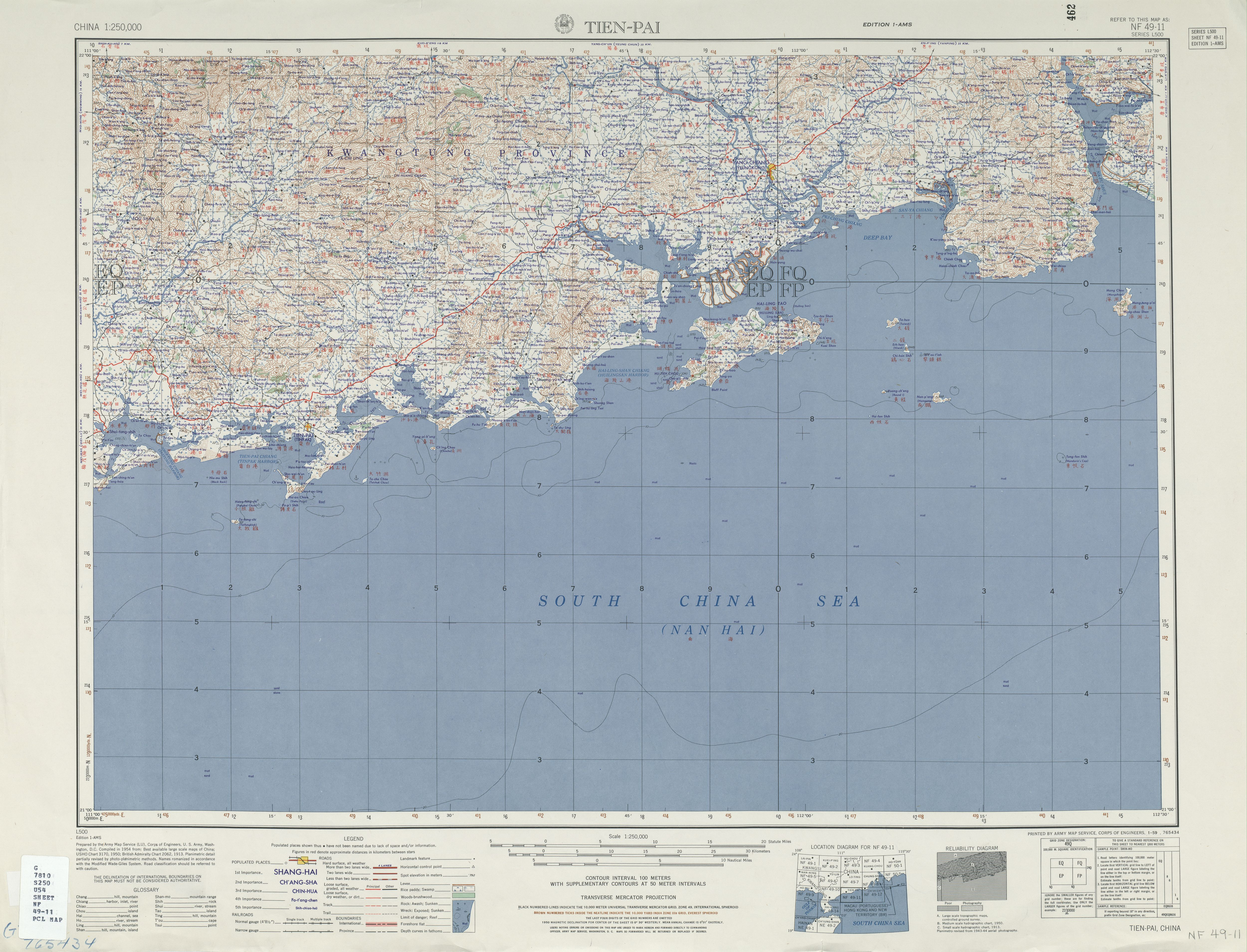
Yangjiang (etiquetada com YANG-CHIANG (YEUNGKONG) 陽江) (1954)

La ciutat va ser afectada per un terratrèmol de magnitud 5,9 el 25 de juliol de 1969 que va matar més de 3.000 persones. La zona és coneguda pels seus nivells relativament alts de radiació natural de fons.

### Clima
Yangjiang té un clima subtropical humit influït pel monsó (Köppen Cwa), amb hiverns suaus a càlids i estius llargs i calorosos (però no especialment) i condicions molt humides durant tot l'any. L'hivern comença assolellat i sec, però es torna cada cop més humit i ennuvolat. La primavera és generalment ennuvolada, mentre que l'estiu porta les pluges més intenses de l'any tot i que és molt més assolellat; hi ha 12,6 dies amb 50 mm o més de pluja. La tardor és assolellada i seca. La temperatura mitjana mensual oscil·la entre els 15,5 °C al gener i els 28,3 °C al juliol, i la mitjana anual és de 22,74 °C. Les precipitacions anuals ronden els 2.221 mm, gairebé dos terços de les quals es produeixen de maig a agost. La ciutat rep 1.757 hores de sol anualment.

## Administració
La ciutat-prefectura de Yangjiang administra 4 divisions a nivell de comtat, incloent 2 districtes, una ciutat a nivell de comtat i un comtat.
| Mapa de Yangjian                                           | Mapa de Yangjian  | Mapa de Yangjian | Mapa de Yangjian       | Mapa de Yangjian | Mapa de Yangjian |
| ---------------------------------------------------------- | ----------------- | ---------------- | ---------------------- | ---------------- | ---------------- |
| Jiangcheng Yangdong Comtat · de Yangxi Yangchun · (ciutat) |                   |                  |                        |                  |                  |
| Nom                                                        | Xinès simplificat | Hanyu Pinyin     | Població (2010 census) | Sup. (km²)       | Densitat (/km²)  |
| Districte de Jiangcheng                                    | 江城区            | Jiāngchéng Qū    | 676.857                | 779,.69          | 868              |
| Districte de Yangdong                                      | 阳东区            | Yángdōng Qū      | 442.762                | 1.702,8          | 260              |
| Comtat de Yangxi                                           | 阳西县            | Yángxī Xiàn      | 452.625                | 1.435            | 315              |
| Yangchun                                                   | 阳春市            | Yángchūn Shì     | 849.505                | 4.037,8          | 210              |